# یک شانس دیگر (ترانه مدونا)
«یک شانس دیگر» تک‌آهنگی از هنرمند اهل ایالات متحده آمریکا مدونا است که در سال ۱۹۹۶ میلادی منتشر شد.